# Cryptoplacidae
Cryptoplacidae (riemkeverslakken) is een familie keverslakken.

## Kenmerken
Het zijn middelgrote soorten die vaak een brede, dikke, leerachtige zoom vertonen en kleine, soms bijna Rudimentair aandoende, al dan niet geheel los van elkaar liggende schelpplaten hebben. In sommige gevallen bedekt de zoom de schelpplaten geheel. De dieren zijn vaak smal en daardoor relatief wendbaar, waardoor ze zich in nauwe koraalspleten kunnen bewegen, maar daardoor ook sterke golfbewegingen moeten mijden.

## Geslachten
- Choneplax Carpenter in Dall, 1882
- Cryptoplax Blainville, 1818